# Bras de Fer (bras du Nord)
Pour les articles homonymes, voir Bras de Fer (homonymie).
La bras de Fer est un affluent du bras du Nord de la rivière Valin, coulant dans la municipalité de Saint-David-de-Falardeau, dans la municipalité régionale de comté (MRC) Le Fjord-du-Saguenay, dans la région administrative du Saguenay–Lac-Saint-Jean, au Québec, au Canada. Le cours du bras de Fer coule dans le canton de Falardeau.
Le chemin du Bras du Nord dessert la vallée du Bras de Fer pour les besoins de la foresterie et des activités récréotouristiques,,.
La surface du Bras de Fer est habituellement gelée de la fin novembre au début avril, toutefois la circulation sécuritaire sur la glace se fait généralement de la mi-décembre à la fin mars.

## Géographie
Les principaux bassins versants voisins du Bras de Fer sont :
- Côté Nord : bras du nord, rivière Saint-Louis, rivière à la Hache ;
- Côté Est : Rivière Saint-Louis, rivière Valin, bras des Canots ;
- Côté Sud : Rivière Caribou, rivière Saguenay, rivière Michaud, rivière Shipshaw ;
- Côté Ouest : lac La Mothe, rivière à l'Ours, rivière Blanche, rivière Shipshaw[2].

Le Bras de Fer prend sa source à l’embouchure d’un petit lac de montagne (altitude : 537 m). Cette source est située à :
- 2,1 km au Sud-Ouest du cours de la rivière Saint-Louis ;
- 14,8 km à l’Est du barrage à l’embouchure du lac La Mothe ;
- 3,9 km au Nord-Est de l’embouchure du Bras de Fer (confluence avec le bras du Nord) ;
- 10,9 km au Nord de l’embouchure du bras du Nord (confluence avec la rivière Valin) ;
- 20,8 km au Sud-Ouest du lac Moncouche ;
- 21,9 km au Nord de l’embouchure de la rivière Valin.

À partir de sa source, le cours du bras de Fer descend sur 7,0 km selon les segments suivants :
- 1,5 km vers le Sud-Ouest en descendant la montagne, jusqu’à un coude de ruisseau ;
- 2,2 km vers le Sud-Est, en formant un crochet vers l’Ouest, jusqu’à un coude de rivière ;
- 1,2 km vers l’Ouest, jusqu’à un coude de rivière correspondant à la décharge d’un ruisseau (venant du Nord-Ouest) ;
- 2,1 km vers le Sud, puis l’Ouest en longeant le chemin du Bras du Nord, jusqu'à l'embouchure de la rivière[2].

L'embouchure du Bras de Fer se déverse dans une courbe de rivière sur la rive Est du bras du Nord. Cette embouchure est située à :
- 8,7 km au Nord-Ouest de l’embouchure du bras du Nord ;
- 20,2 km au Nord-Ouest de l’embouchure de la rivière Valin (rivière Saguenay) (confluence avec la rivière Saguenay) ;
- 24,1 km au Nord du centre-ville de Saguenay ;
- 112 km à l’Ouest de l’embouchure de la rivière Saguenay[2].

À partir de l’embouchure du Bras de Fer, le courant suit successivement le cours du bras du Nord sur 12,3 km, de la rivière Valin sur 15,8 km, puis le cours de la rivière Saguenay jusqu'à la hauteur de Tadoussac où il conflue avec le fleuve Saint-Laurent.

## Toponymie
Le toponyme "Bras de Fer" a été officialisé le 29 août 1972 à la Banque des noms de lieux de la Commission de toponymie du Québec, soit à la création de cette commission.